# 橫川站 (廣島縣)
橫川站（日语：／ Yokogawa eki */?）是位於廣島縣廣島市西區橫川町三丁目，西日本旅客鐵道（JR西日本）、廣島電鐵（廣電）的車站與電車站。JR車站是位於廣島城市網絡內。廣島電鐵的車站編號為Y5。
廣島電鐵不以「站」為正式名稱，以為正式名稱，廣島電鐵車站的正式名稱為橫川站停留場（日语：／）。

## 停靠路線
在JR西日本車站中，此站是山陽本線的所屬線。並與可部線構成2路線的轉乘站。可部線在路線名稱上為終點站，在運輸系統上所有列車均經可部線前往廣島站或以東車站。
在廣島電鐵車站中，廣島電鐵橫川線會駛入此站。在電車路線（系統）上，7號線、8號線會駛入此站。

## 歷史

### 國產巴士出生地

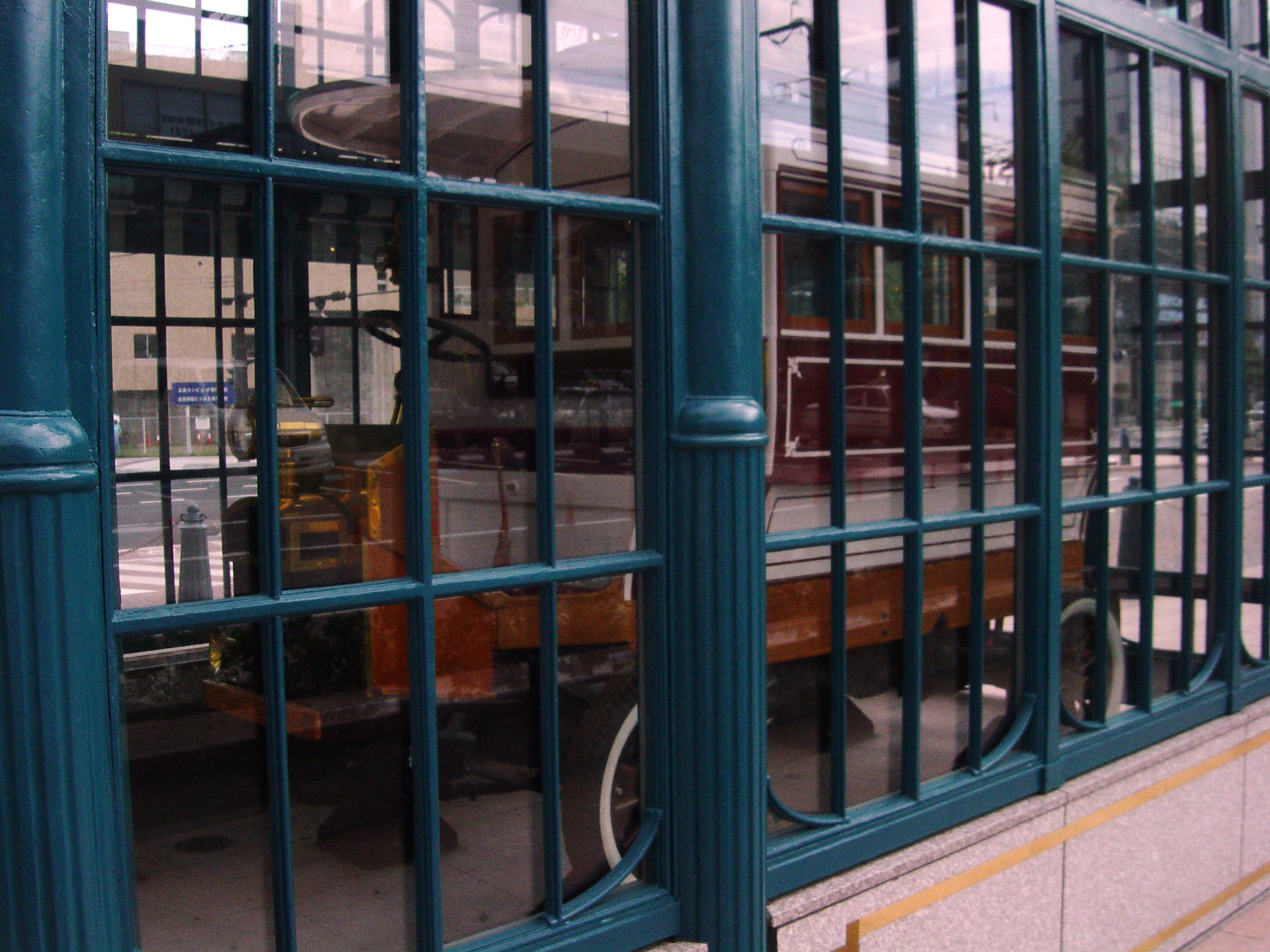
橫川站內展示日本首架國產乘合巴士（復元版本）

1905年（明治38年）2月5日，可乘載12人的巴士開始行走於橫川町至可部町之間，路線全長大約15km。為日本首條使用國產巴士的路線。但是在2年前的1903年（明治36年）9月20日，於京都已經有巴士路線運行，並把該日設定為巴士之日，而當日京都的巴士只可乘載6人，與現時「巴士」在日本法律定義上中：「可以乘載11人或以上汽車」不相符。
隨著，當地的橫川商店街設立了「復古巴士復原之會」。把該廣島的巴士復原。在2004年3月復原完成，該會也同時解散。同時在町上另外設立「廣島Kayoko巴士活用委員會」。復原的巴士名為「Kayoko巴士」。該會致力於把復古巴士復原，以及把其成為特產。而「Kayoko巴士」的名字中，來自可部的「Ka」與橫川的「Yoko」合併而成。在2004年起，橫川站前展示了已復元的當時巴士。

### JR西日本

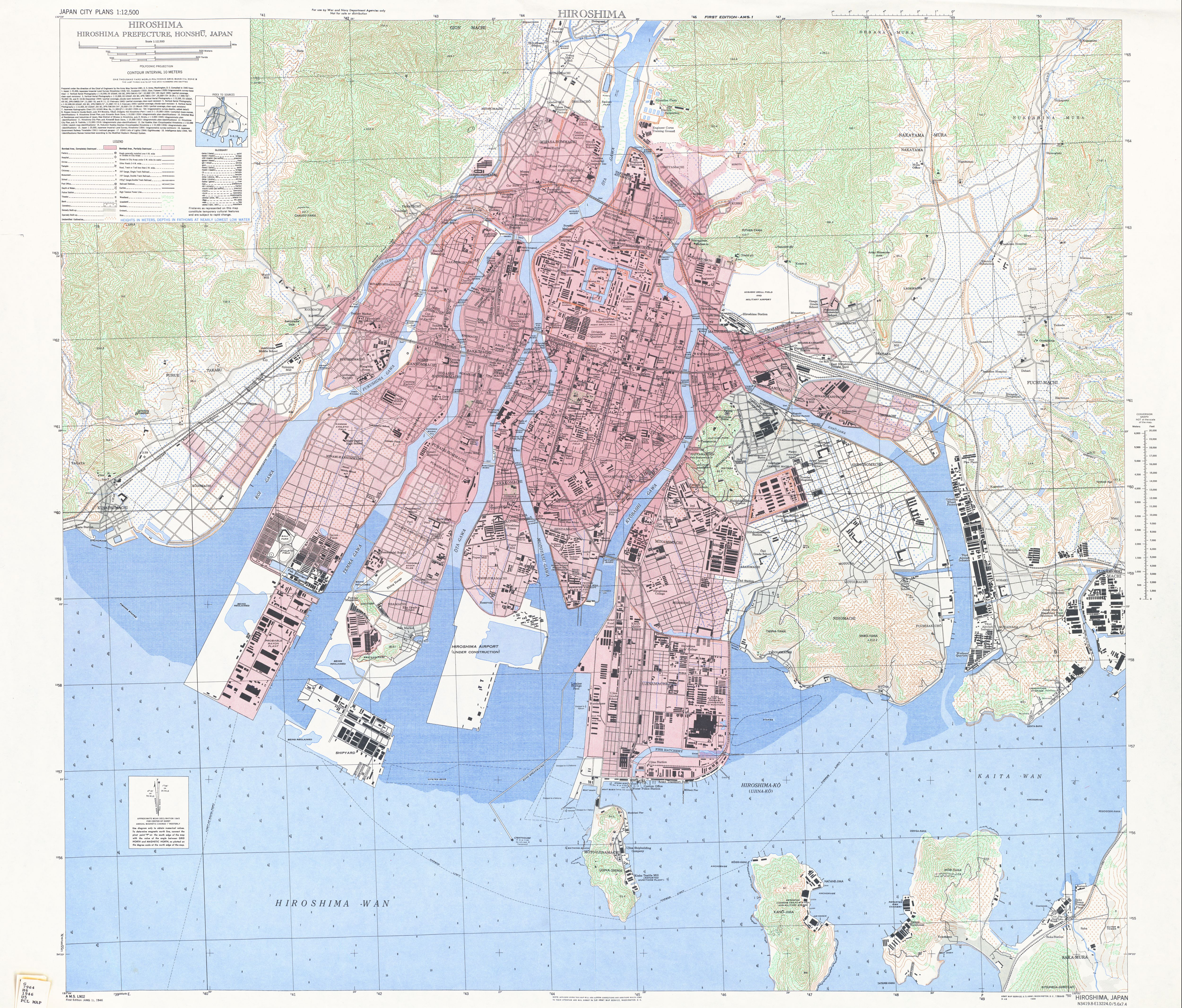
1945年由美軍製成的廣島市地圖。當中標示了"Yokogawa Station"。

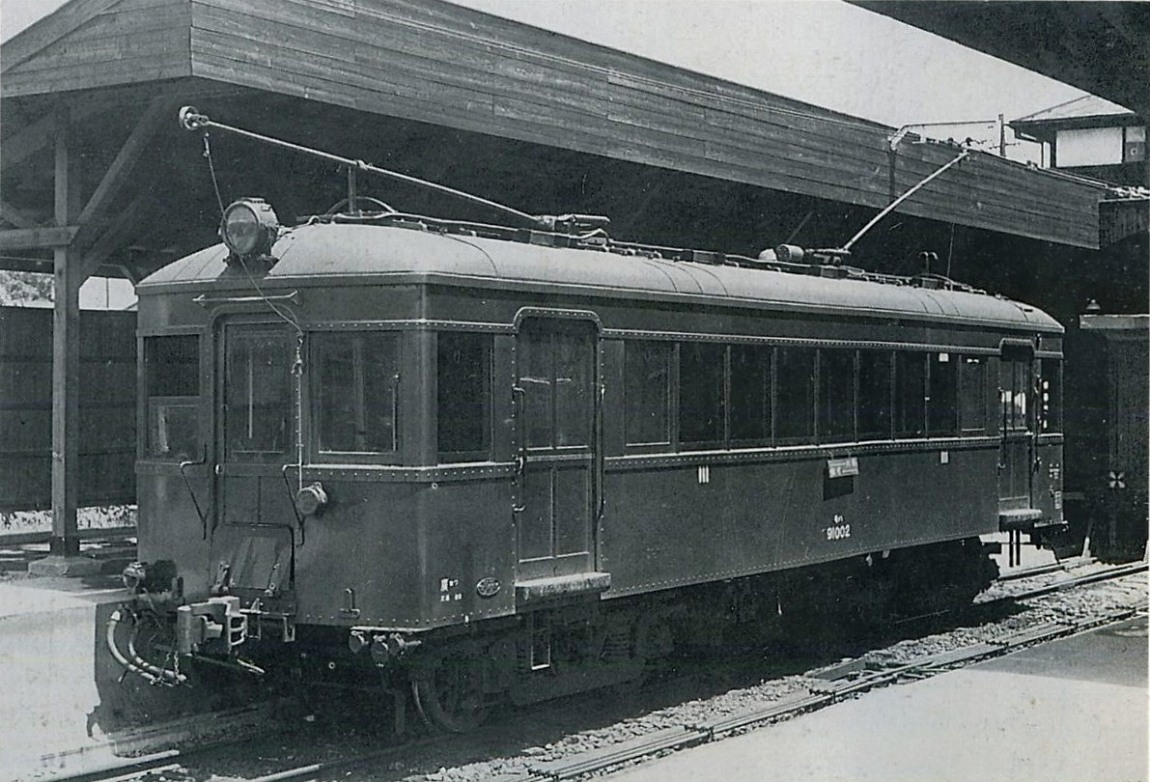
在1938年，Moha91002位於橫川站。該車輛在7年後於同一站月台中被投下原子彈，使車站大樓與車輛損毀。翌年退役。

- 1897年（明治30年）9月25日 - 山陽鐵道廣島站至德山站之間開業，此站啟用。為一般車站。
- 1906年（明治39年）12月1日 - 山陽鐵道國有化（日语：鉄道国有法），成為官設鐵道車站。
- 1909年（明治42年）
  - 10月12日 - 制定路線名稱。成為山陽本線車站。
  - 12月19日 - 大日本軌道廣島分社線（後來為可部線）橫川停留場啟用。
- 1919年（大正8年）3月11日 - 大日本軌道廣島分社線轉讓至可部軌道，橫川停留場的車站名稱不變。
- 1926年（大正15年）5月1日 - 可部軌道與廣島電氣合併，橫川停留場的車站名稱不變。
- 1931年（昭和6年）7月1日 - 廣島電氣線轉讓至廣濱鐵道，橫川停留場的車站名稱不變。
- 1933年（昭和8年）4月20日 - 廣濱鐵道橫川停留場升級至車站，並改名為橫川町站。
- 1936年（昭和11年）9月1日 - 廣濱鐵道國有化，成為國有鐵道可部線。橫川町站合併至橫川站。
- 1945年（昭和20年）8月6日 - 廣島市被投下原子彈，使車站大樓全毀。
- 1962年（昭和37年）10月1日 - 隨著路軌變更，可部線月台遷移至現址[注 1]。
- 1980年（昭和55年）9月24日 - 終止貨物起卸業務（成為旅客車站）[注 2]。
- 1986年（昭和61年）
  - 4月1日 - 終止行李起卸業務
  - 4月 - 綠色窗口開始營業[5]。
- 1987年（昭和62年）4月1日 - 伴隨國鐵分割民營化，車站由西日本旅客鐵道（JR西日本）營運。
- 1991年（平成3年）3月16日 - 可部線所有列車均駛入廣島站始。再沒有以此為終點或起點站的可部線列車。
- 2003年（平成15年）8月23日 - 新車站大樓落成[6]。
- 2004年（平成16年）3月28日 - 日本首架國產巴士復原並於站內展示。
- 2006年（平成18年）4月1日 - 北出口由JR西日本廣島MAINTEC（日语：JR西日本広島メンテック）負責車站業務。
- 2007年（平成19年）
  - 5月23日 - 引入自動閘機（日语：自動改札機）。
  - 8月9日 - 南出口與北出口設置於自動體外心臟去顫器（AED）。
  - 9月1日 - 此站可以使用ICOCA。
  - 12月29日 - 南出口設置綠色售票機（日语：みどりの券売機）。
- 2010年（平成22年）3月13日 - 在旅客資訊中，重整月台編號。可部線下行月台（4號月台）改為5號月台，可部線上行月台（5號月台）改為6號月台，使4號月台沒有編號。
- 2011年（平成23年）4月1日 - 北出口由JR西日本廣島MAINTEC改由JR西日本直接管理，成為直營車站。
- 2013年（平成25年）4月 - 可部線的走線改善工程開始[7]。
- 2014年（平成26年）
  - 2月9日 - 隨著可部線走線改善工程，3號月台擴寬。
  - 8月20日 - 由於2014年8月日本豪雨（日语：平成26年8月豪雨），導致於廣島發生土石流。可部線從首班車起全線暫停服務[8]。在下午1時7分起，橫川站至綠井站之間重開[8][9]。
- 2015年（平成27年）3月 - 實施時間表修正前，可部線走線改善工程完成，同時北出口的抗震工程完成。

### 廣島電鐵
- 1917年（大正6年）11月1日 - 廣島瓦斯電軌（廣島電鐵的前身）廣島電鐵橫川線開業。於現時橫川站附近開設橫川站前停留場，而現時的車站位於開設了三篠（日语：／）停留場。
- 1926年（大正15年） - 三篠停留場改名為橫川停留場。
- 1941年（昭和16年）7月28日 - 橫川站前停留場廢止。
- 1951年（昭和26年）7月19日 - 軌道縮短70米，並遷移至橫川停留場。當時於橫川站前路口東邊的道路上設有1面1線的月台，上下行共用的停留場[10]。
- 2001年（平成13年）11月1日 - 橫川停留場改名為橫川站停留場。
- 2003年（平成15年）3月27日 - 車站遷移至現時位置[11]。

## 車站構造

### JR西日本
車站是一座高架車站，設有2面4線的島式月台和1面1線的單式月台，合共設有3面5線的混合式月台。另外，此站位於JR特定都區市內制度中，「廣島市內」的車站（但是車站與鄰站向洋站不是位於廣島市內）。
車站可以使用ICOCA與其互相可以使用的IC卡。車站是一座直營車站，由宮島口站（管理站）旗下的地區車站，此站設有地區站長。
車站大樓設有南出口與北出口兩處。在2003年（平成15年）落成南出口車站大樓於地面上，在1949年（昭和24年）落成並於2003年（平成15年）改裝的北出口車站大樓位於可部線高架橋下。在南北兩處各設有閘口、綠色窗口和Daily In。大堂與各月台之間設有升降機。車站大樓位於西邊，連接南北的公眾通道為行人隧道。
在JR乘車票中，為了與信越本線的橫川站（日文相同讀法）作區別，此站會以「（陽）橫川」作標記。車站印章是「日本首架國產巴士誕生地之車站」。

#### 月台
| 月台 | 路線                       | 方向                       | 備註                         |
| ---- | -------------------------- | -------------------------- | ---------------------------- |
| 1    | 山陽本線 下行              | 宮島口、岩國方向           |                              |
| 2    | （山陽本線中線，備用月台） | （山陽本線中線，備用月台） | （山陽本線中線，備用月台）   |
| 3    | 山陽本線 上行              | 廣島、吳、三原方向         | 從山陽本線岩國方向的列車使用 |
| 5    | 可部線 下行                | 綠井、可部、安藝龜山方向   |                              |
| 6    | 山陽本線 上行              | 廣島、吳方向               | 從可部線可部方向的列車使用   |

- 2號月台並沒有定期旅客列車使用，只用於從廣島站的不載客列車折返，或發生臨時、事故、大雨、落雷等事情使發生時間表混亂時，又或柴油列車從下關綜合車輛所以不載客列車前往廣島時使用。
- 曾經2、3號月台與5、6號月台之間設有前往橫川電車區的路軌，現時已經被撤走。
- 2010年3月13日起，可部線4、5號月台改為5、6號月台。
- 由於可部線5、6號月台前往山陽本線的匯合處為單線鐵路，因此可部線上行列車或下行列車會在橫川站等待對方列車通過。為了可讓兩架可部線列車同時進出山陽本線上下行線，進行了路軌變更工程[7][12]。隨後，隨著3號月台向東邊往北方遷移約1米，使3號月台擴寬。而在同一工程中，2號月台的岩國方向一方加設新的停止位置目標（日语：停止位置目標）。另外，在走線改善工程同時，於車站北口一方進行抗震加固工程，也把可部線配線變更。與抗震加固工程共同於2015年3月14日時間表修正前完成。同時，山陽本線與可部線的轉轍器提升等級，前往5號月台與於6號月台出發的速度制限提升至45km/h。

### 廣島電鐵
電車站是位於JR橫川站（南出口）廣場內的東邊。在電車站設有大型上蓋，覆蓋月台、路軌與連接JR橫川站。使在雨天時，橫川站停留場與JR橫川站轉乘時不需要打開雨傘。
此電車站設有兩座月台，也設有兩條路線停靠，包括7號線前往廣電前和8號線前往江波。此外，在其中一路線的列車到達橫川站停留場時會轉為執行另一路線（俗稱三角運用）（部分時段除外）。在大部分時段中，只有單卡列車駛入此停車站，在早上繁忙時間，會設有多卡車廂駛入此站。在早上繁忙時間中，設有車站職員於月台當值，而收集車票的職員會在中間車門為下車乘客收集車資。在2019年3月尾前，7號線、8號線都是以三角運行形式執行玩次，但是由於提早列車準時度，兩路線變為獨立運行。而7號線由千田車廠管轄，8號線由江波車廠管轄。另外，在2013年2月起，新型車輛（1000形）引入後，每日7、8號線合共設有24往返班次。
在橫川站停留場前於國道上設有雙渡線，使兩月台可連接各路軌。1號月台中左右也設有月台，1號月台向內側的一方是下車專用月台。下車專用月台沒有設定月台編號。
另外在2003年3月26日前，於橫川站前路口的東邊設有1面1線的單式月台（與白島停留場相同構造）。

#### 運行系統（路線）
| 1・2 | 7号線 | 前往廣電前 | 前往廣電前 |
| 1・2 | 8号線 | 前往江波   |            |

## 圖庫

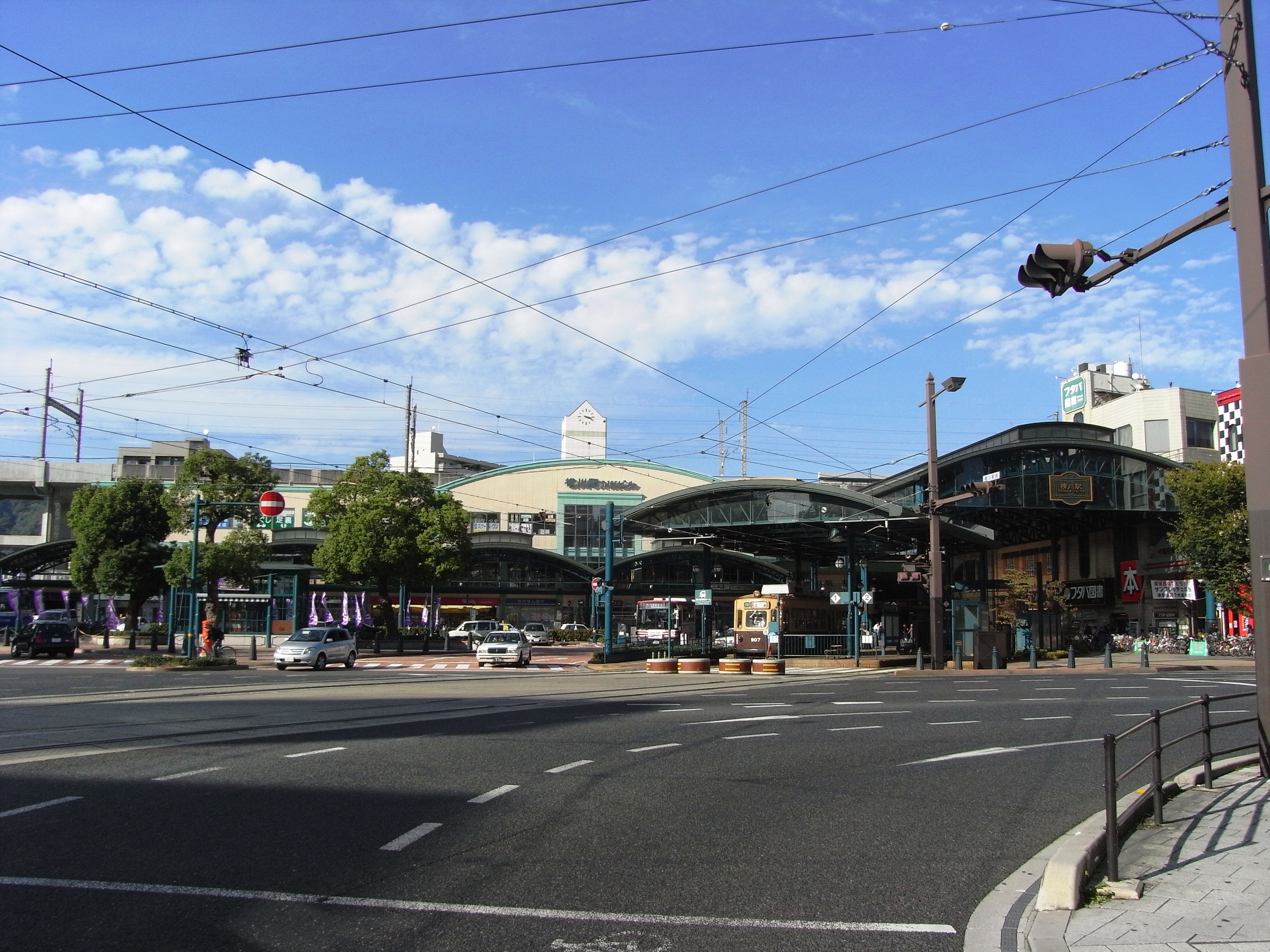
南出口、路口
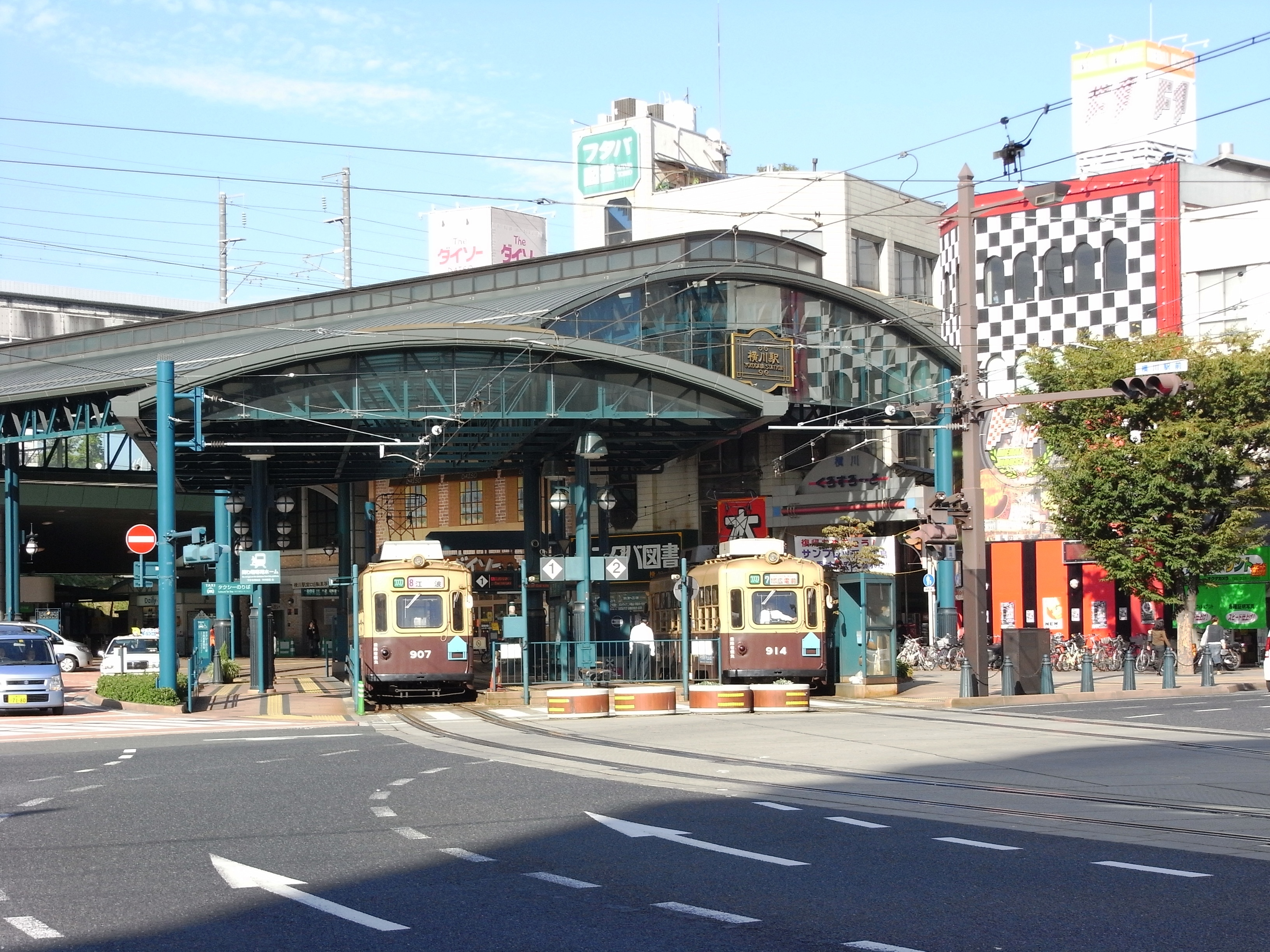
南出口 廣電電車站
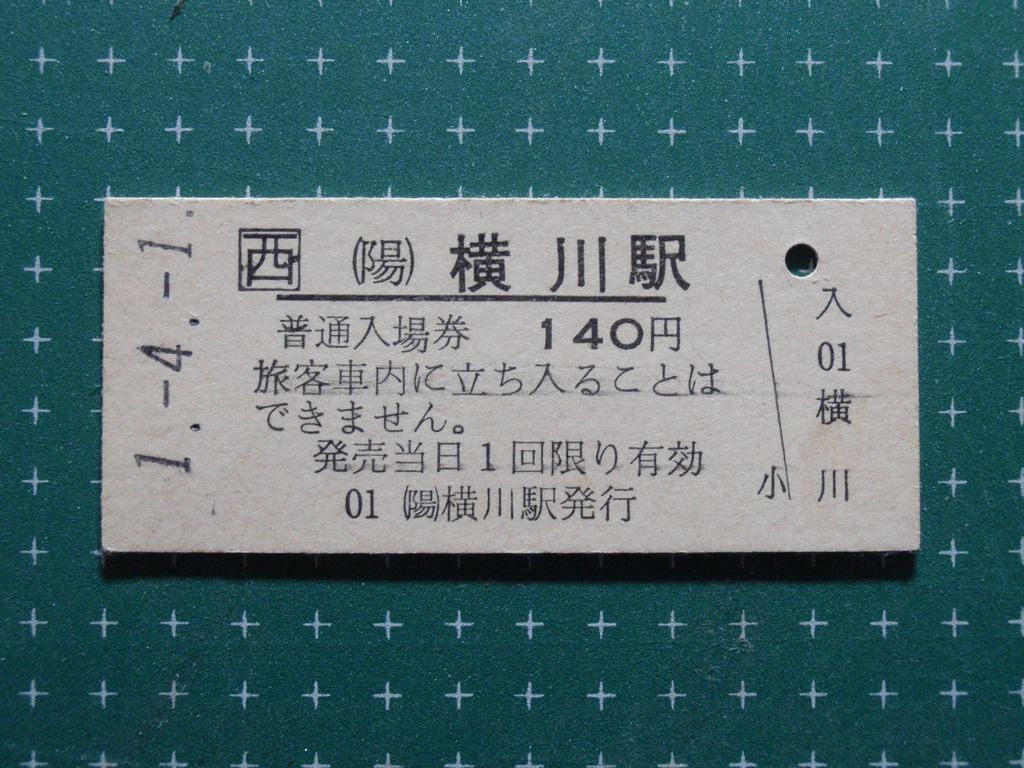
入場票。印上「（陽）横川」。
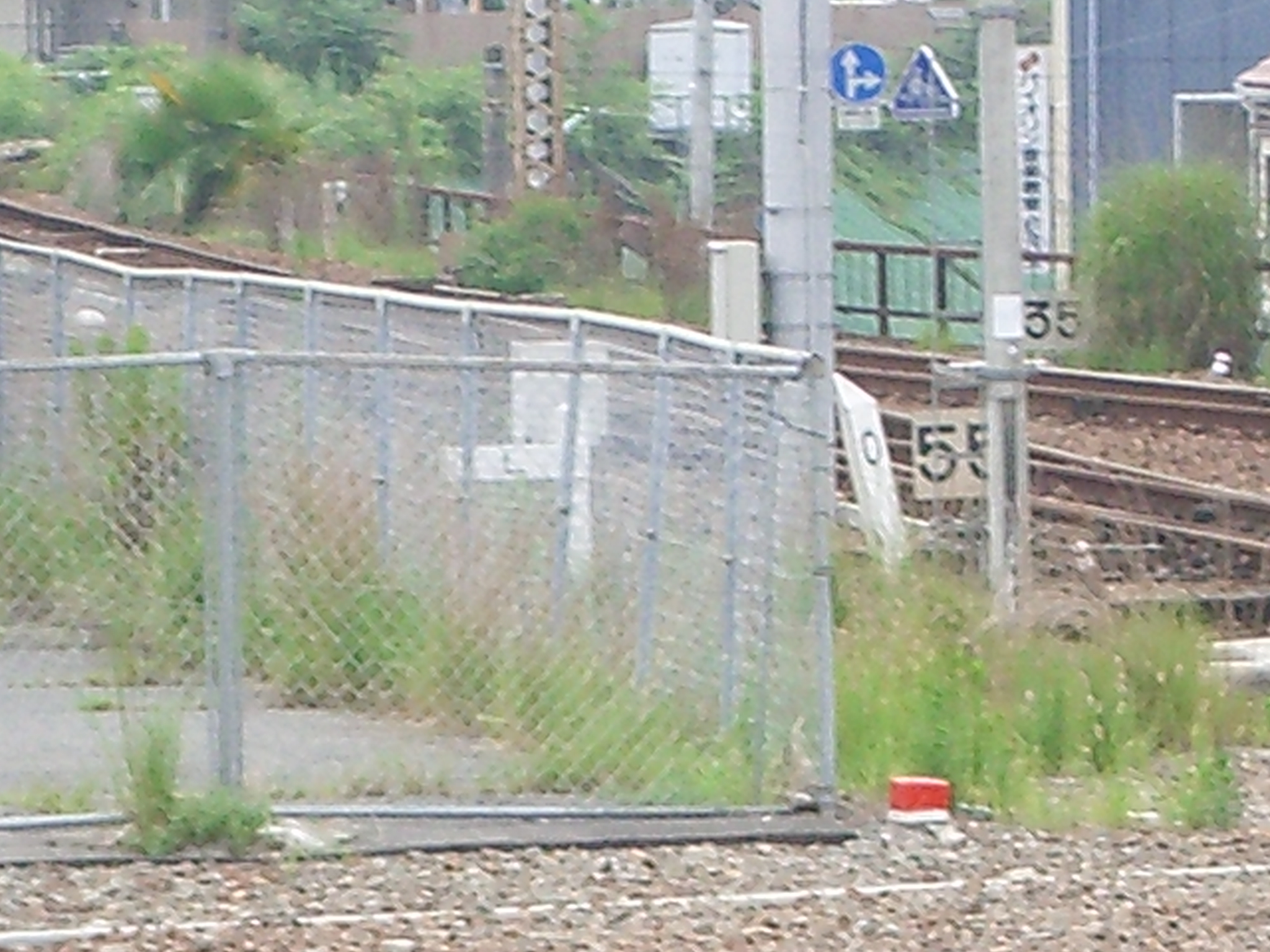
車站內的可部線0公里里程碑

## 使用狀況
JR橫川站
以下數據是來自《廣島市統計書》及《廣島市勢要覧》：
| 年度               | 1日平均 乘車人次 | 1日平均 下車人次 |
| ------------------ | ---------------- | ---------------- |
| 1947年（昭和22年） | 7,305            | -                |
| 1948年（昭和23年） | 10,182           | -                |
| 1949年（昭和24年） | 8,291            | -                |
| 1950年（昭和25年） | 7,103            | -                |
| 1951年（昭和26年） | 6,671            | 6,338            |

| 年度               | 1日平均 乘車人次 | 年度 乘客總數 | 年度 下車人次總數 | 年度 起載貨物(t) | 年度 卸載貨物(t) |
| ------------------ | ---------------- | ------------- | ----------------- | ---------------- | ---------------- |
| 1952年（昭和27年） | 6,399.9          | 2,335,973     | -                 | -                | -                |
| 1953年（昭和28年） | 5,783.5          | 2,110,993     | -                 | -                | -                |
| 1954年（昭和29年） | 5,507.1          | 2,010,079     | -                 | -                | -                |
| 1955年（昭和30年） | 5,265.8          | 1,927,269     | -                 | -                | -                |
| 1956年（昭和31年） | 5,528.9          | 2,018,060     | -                 | -                | -                |
| 1957年（昭和32年） | 5,714.4          | 2,085,762     | -                 | 26,555           | 71,997           |
| 1958年（昭和33年） | 5,788.1          | 2,112,673     | 2,088,830         | 23,865           | 76,418           |
| 1959年（昭和34年） | 5,957.8          | 2,180,562     | 2,169,209         | 23,145           | 81,463           |
| 1960年（昭和35年） | 6,100.3          | 2,226,625     | 2,208,286         | 21,173           | 78,671           |
| 1961年（昭和36年） | 5,529.2          | 2,018,167     | 1,982,341         | 28,733           | 79,054           |
| 1962年（昭和37年） | 5,319.8          | 1,941,711     | 1,916,864         | 19,584           | 79,354           |

以上為1日平均乘車人次數據。隨後把年度除365日（由於設有閏年的關係，1955、1959年會除366），再取自兩位小數點再四捨五入。
| 年度               | 1日平均 乘車人次 | 年度 乘客總數 | 定期票乘客 總數 | 普通票 總數 | 年度 起載貨物(t) | 年度 卸載貨物(t) |
| ------------------ | ---------------- | ------------- | --------------- | ----------- | ---------------- | ---------------- |
| 1963年（昭和38年） | 5,598.3          | 4,097,931     | 3,344,314       | 753,617     | -                | -                |
| 1964年（昭和39年） | 6,056.7          | 4,421,401     | 3,582,862       | 838,539     | 18,678           | 74,153           |
| 1965年（昭和40年） | 6,834.2          | 4,988,954     | 4,017,120       | 971,834     | 13,859           | 66,023           |
| 1966年（昭和41年） | 6,750.0          | 4,927,474     | 4,018,480       | 908,994     | 7,687            | 68,158           |
| 1967年（昭和42年） | 6,776.8          | 4,960,623     | 3,954,334       | 1,006,289   | 10,407           | 76,459           |
| 1968年（昭和43年） | 6,165.1          | 4,500,533     | 3,469,088       | 1,031,445   | -                | -                |
| 1969年（昭和44年） | 5,967.8          | 4,356,463     | 3,356,418       | 1,000,045   | -                | -                |
| 1970年（昭和45年） | 6,209.4          | 4,532,835     | 3,375,512       | 1,157,323   | -                | -                |
| 1971年（昭和46年） | 6,305.2          | 4,615,424     | 3,352,004       | 1,263,420   | -                | -                |
| 1972年（昭和47年） | 6,423.2          | 4,688,907     | 3,233,512       | 1,455,395   | -                | -                |
| 1973年（昭和48年） | 7,306.5          | 5,333,770     | 3,408,290       | 1,925,480   | -                | -                |
| 1974年（昭和49年） | 8,239.1          | 6,014,529     | 3,711,488       | 2,303,041   | -                | -                |
| 1975年（昭和50年） | 9,767.1          | 7,149,491     | 3,741,790       | 3,407,701   | -                | -                |
| 1976年（昭和51年） | 9,539.1          | 6,963,513     | 4,030,328       | 2,933,185   | -                | -                |
| 1977年（昭和52年） | 9,278.5          | 6,773,331     | 3,986,980       | 2,786,351   | -                | -                |
| 1978年（昭和53年） | 9,353.8          | 6,828,295     | 4,135,530       | 2,692,765   | -                | -                |

以上為1日平均乘車人次數據，當中假設上車與下車人數相同。隨後把年度除365日（由於設有閏年的關係，1963、1967、1971、1975年會除366），再除2（上車與下車人次），最後取自兩位小數點再四捨五入。
| 年度                | 1日平均 乘車人次 |
| ------------------- | ---------------- |
| 1979年（昭和54年）  | 8,894            |
| 1980年（昭和55年）  | 8,889            |
| 1981年（昭和56年）  | 8,811            |
| 1982年（昭和57年）  | 8,875            |
| 1983年（昭和58年）  | 8,977            |
| 1984年（昭和59年）  | 9,285            |
| 1985年（昭和60年）  | 9,860            |
| 1986年（昭和61年）  | 10,299           |
| 1987年（昭和62年）  | 12,200           |
| 1988年（昭和63年）  | 12,582           |
| 1989年（平成 元年） | 13,309           |
| 1990年（平成02年）  | 14,478           |
| 1991年（平成03年）  | 15,301           |
| 1992年（平成04年）  | 16,312           |
| 1993年（平成05年）  | 16,942           |
| 1994年（平成06年）  | 16,386           |
| 1995年（平成07年）  | 15,624           |
| 1996年（平成08年）  | 15,524           |
| 1997年（平成09年）  | 15,131           |
| 1998年（平成10年）  | 14,949           |
| 1999年（平成11年）  | 14,868           |
| 2000年（平成12年）  | 14,679           |
| 2001年（平成13年）  | 14,384           |
| 2002年（平成14年）  | 14,283           |
| 2003年（平成15年）  | 15,001           |
| 2004年（平成16年）  | 15,875           |
| 2005年（平成17年）  | 16,499           |
| 2006年（平成18年）  | 16,714           |
| 2007年（平成19年）  | 17,168           |
| 2008年（平成20年）  | 17,562           |
| 2009年（平成21年）  | 17,696           |
| 2010年（平成22年）  | 17,635           |
| 2011年（平成23年）  | 17,751           |
| 2012年（平成24年）  | 17,856           |
| 2013年（平成25年）  | 18,249           |
| 2014年（平成26年）  | 17,762           |
| 2015年（平成27年）  | 16,758           |
| 2016年（平成28年）  | 16,901           |
| 2017年（平成29年）  | 17,016           |

乘車人次圖表

在JR車站中，由於此站最近廣島市市中心與紙屋町，因此較多通勤乘客使用此站。而在2003年（平成15年）中，廣島電鐵7號線開始運行以來，使用人次顯著增加。
另外，廣島電鐵與JR轉乘的乘客人次為5,000人（在7號線開業前的數據）。

## 車站周邊

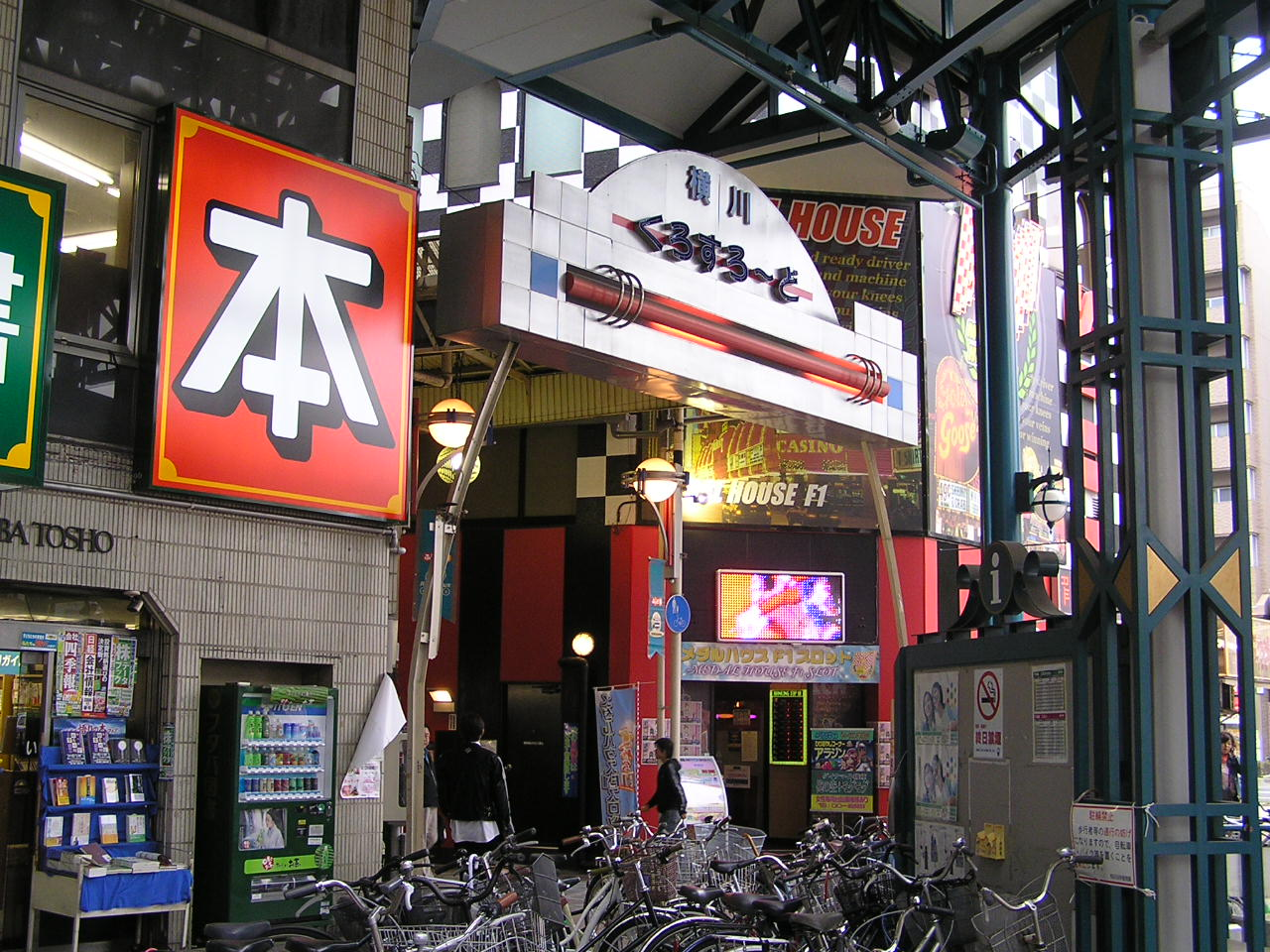
站前商店街

### 南出口
- 西區區民文化中心
  - 廣島市立西區圖書館（日语：広島市立西区図書館）
- 橫川商店街
- 橫川戲院!!（日语：横川シネマ!!）
- FRESTA Mall Casil横川
  - FRESTA橫川店（日语：フレスタ (スーパーマーケット)）
- FUTABA圖書（日语：フタバ図書）橫川店（第1號店鋪）
- Across box橫川站前
  - 快活CLUB（日语：快活CLUB）廣島橫川店
- 廣島橫川郵局
- 廣島銀行橫川分店
- 廣島信用金庫（日语：広島信用金庫）橫川分店
- 長崎醫院（日语：長崎病院 (広島市)） - 在廣島市被投下原子彈時，由於該醫院位於橫川站後面，使建築物受損程度較小，成為倖存者的醫療據點。

### 北出口
- 廣島市立三篠小學
- 紅葉銀行三篠分店

## 巴士路線

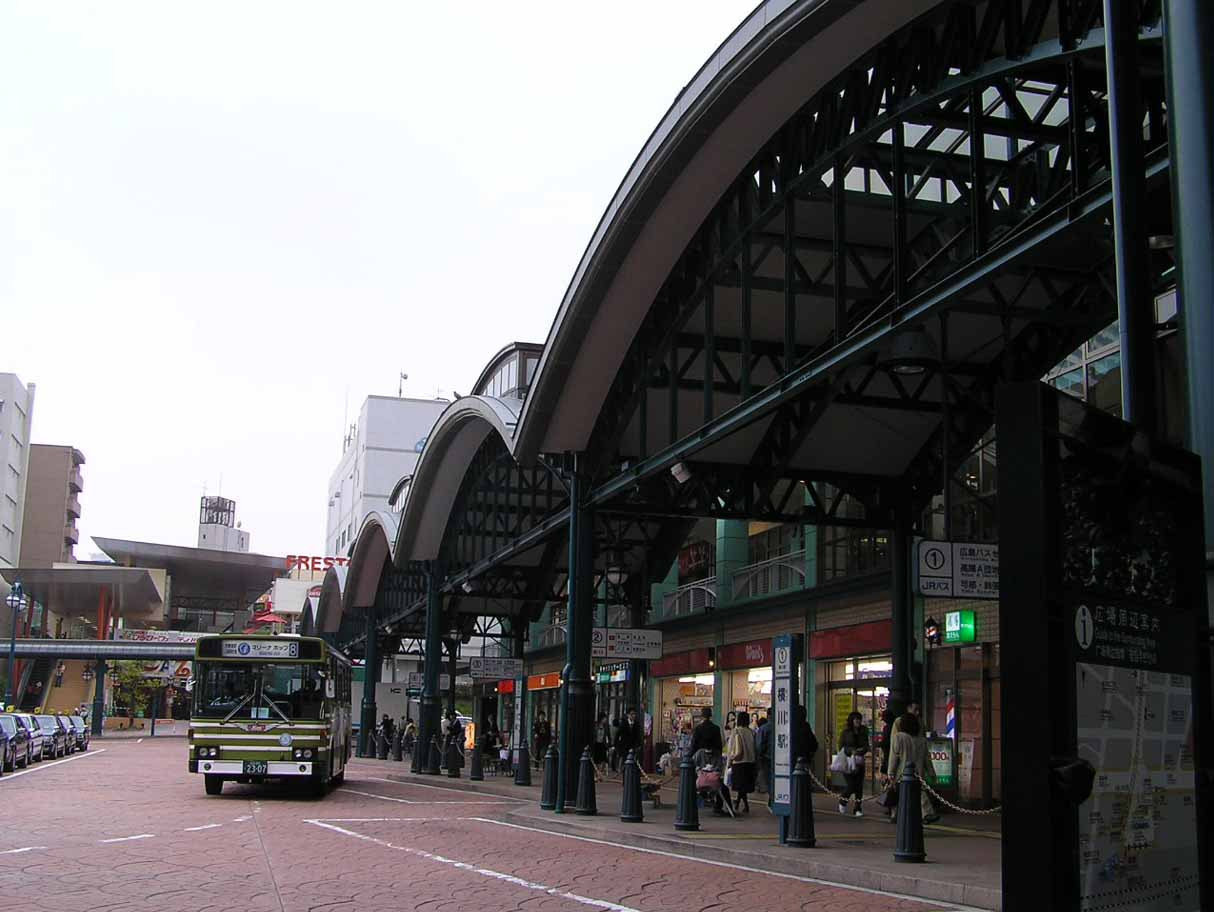
站前巴士月台

在廣島地區的巴士路線中，基本上分為市內線（主要行走舊市内（中區、西區、南區3區與部分東區）的路線）和郊外線（於廣島巴士中心、廣島站、八丁堀、舊市內連接市外的路線），當中兩類的巴士站都有所不同。
在橫川站中，市內線的巴士站位於南出口迴旋路內，郊外線的巴士站是位於國道183號（在2008年（平成20年）4月1日，管理道路機構從國土交通省轉移至廣島市，同時從國道54號改變而成）上。但是，與廣島站不同，廣島電鐵與廣島交通
的巴士路線不會從可部街道進入橫川站的迴旋路。
另外，在郊外線於市內巴士站（廣島巴士郊外線所有方向的路線均使用22號線乘車處）中，巴士站名稱為「橫川3丁目」（上行）和「橫川1丁目」（下行），與「橫川站前」巴士站設於同一地方。
- 迴旋路內的巴士站
  - 廣島電鐵（市內線7,8號線、郊外線（途經廣島高速4號線）61,63號線（只限部分早上繁忙時段，沿車站西邊的中廣通，並停靠『醫療廣場前』巴士站。））
  - 廣島巴士（日语：広島バス）（市內線23）
  - 中國JR巴士（郊外線74（日语：広浜線）號線與巴士中心方向的15號線（經巴士中心前往郊外的巴士路線也有30（日语：雲芸南線）號線。））

※另外以上路線，在舉行J聯賽廣島三箭比賽日，會設有前往廣島廣域公園陸上競技場的（唯一）穿梭巴士路線。
- 郊外線上行巴士站（車站東邊，廣島信用金庫橫川分店方向）
  - 廣島電鐵（64,70,72,73,74,75）
  - 廣島交通（日语：広島交通）（70,71,72,73,74號線）
  - 廣島巴士（22號線）
  - 中國JR巴士（74號線）
- 郊外線下行巴士站（沿車站南邊的寺町通，前「武藏橫川店」前）
  - 廣島電鐵（64,70,72,73,74,75號線）
  - 廣島交通（70,71,72,73,74號線）
  - 廣島巴士（22號線）

## 相鄰車站
西日本旅客鐵道
 山陽本線
■快速「城市快車」（只有星期六及假日服務）
廣島－橫川－五日市
■快速「通勤快車」（只有平日早上上行班次）
新白島←橫川←西廣島
■普通
新白島－橫川－西廣島
 可部線（廣島站至橫川站之間為山陽本線）
新白島－橫川－三瀧
- 另外，於吳線直通的普通列車部分到達廣島站後為快速列車。

廣島電鐵
■橫川線
橫川一丁目（Y4）－橫川站（Y5）

## 注腳

## 外部連結
- 橫川｜車站資訊：JR出門網 - 西日本旅客鐵道
- JR橫川站NK大廈 （页面存档备份，存于）（JR西日本不動產開發 （页面存档备份，存于））